# Olor a corcho

Estructura química de 22,4,6-trichloroanisol (TCA), el compuesto principalmente responsable del olor a corcho

Olor a corcho es un término que referido a uno de los fallos del vino, caracterizada por un conjunto de olores y sabores indeseables encontrados en una botella de vino. Aunque los estudios modernos han mostrado que otros factores también pueden ser responsables de este olor (incluyendo barriles de madera, las condiciones de almacenamiento y el transporte de los corchos y del vino), el tapón de corcho es normalmente considerado el responsable. Esta falla puede afectar a los vinos independientemente del precio y el nivel de calidad.
La principal causa del olor a corcho es la presencia de los compuestos químicos 2,4,6-trichloroanisol (TCA) o 2,4,6-tribromoanisol (TBA) en el vino, el cual en muchos casos habrá sido transferido desde el corcho, aunque también pueden haber sido transferidos a través de éste. El TCA Es un compuesto que no ocurre naturalmente. Es creado cuándo algunos hongos son tratados con compuestos fenólicos clorados, los cuales son un tipo  de agente antimicrobiano utilizado en el procesamiento de la madera. Este compuesto es uno  de los factores más importantes responsables del problema asociado con los hongos propensos de ser encontrado en corcho. Cantidades muy pequeñas de este compuesto, en el orden de nanogramos, pueden causar para este defecto. El vino que contiene TCA tiene un olor característico, descrito como cartón mojado, diarios con moho, o sótanos húmedos. En casi todos los  casos los aromas nativos del vino afectado estarán reducidos significativamente, y un vino muy afectado puede ser bastante impalatable, aunque inofensivo para la salud. Mientras que el umbral humano para detectar TCA está medido en números de un dígito de partes por billón, esto puede variar por varios órdenes de magnitud según la sensibilidad del individuo. La detección es también complicada por la particularmente rápida habituación del sistema olfatorio al TCA, haciendo el olor menos obvio en cada subsiguiente trago.

## Causas
La producción de TCA en el corcho o su transferencia por otro medio a vino es compleja, pero la causa más común es la presencia de hongos normalmente presentes en el aire, cuando estos son expuestos a compuestos clorofenólicos, los cuales son metabolizados en anisoles clorados. Los clorofenoles absorbidos por el árbol de corcho son un contaminante encontrado en muchos pesticidas, conservadores de la madera y blanqueamiento del corcho mediante cloro (método que actualmente ha caído en desuso).
TCA Y TBA son los responsables de la mayoría de los casos del olor a corcho, pero otros compuestos menos conocidos y comunes pueden causar diferentes variantes de este problema. Se incluyen el guaiacol, geosmina, 2-metilisoborneol (MIB) y también 1-octen-3-ol  - cada cual con su aroma propio, todos ellos considerados cuestionables en el vino.